# Sabina Khamoshi
Sabina Khamoshi, född 17 oktober 1987 i Borås, är en svensk skådespelare av persisk härkomst. Hennes skådespelardebut ägde rum 2021 i UR-serien Dock'n'Roll. År 2023 spelade hon rollen som Farnas i dramaserien Hitta hem. År 2024 spelade hon Sakineh Ghorbani i thrillerserien Agenterna på SVT.
Under hösten 2025 kommer Khamoshi att medverka i den internationella TV-serien Färjan som är en filmatisering av Mats Strandbergs skräckroman med samma namn. TV-serien är ett samarbete mellan SVT och amerikanska CBS och filmas i Vilnius i Litauen.

## Filmografi (urval)
- 2021 – Dock'n'Roll (TV-serie)
- 2022 – Trevlig helg! (TV-serie)
- 2023 – Hitta hem (TV-serie)
- 2023 – Ett helt andetag
- 2023 – Agenterna (TV-serie)
- 2024 – Happy jävla Pride (TV-serie)
- 2025 – Fartblinda 3 (TV-serie)
- 2025 – Färjan (TV-serie)
- 2025 – Synthetically Dead
- 2026 – Skiftet (TV-serie)
- 2026 – Forbidden Feelings